# Cuarto bajo de la Reina
El cuarto bajo de la reina (o cuarto bajo de verano de la Reina) es una serie de habitaciones con una gran importancia artística. Se situaba como espejo del cuarto bajo de verano del Rey.

## Historia
A principios de la década de 1620 se adecentaron una serie de estancias a nivel del piso bajo del Alcázar para su uso por parte del Rey (cuarto bajo de verano del Rey) y la Reina. En carta de Diego Sarmiento de Acuña, I conde de Gondomar a Ambrosio Spínola decía:
no veo pensamiento por agora de yr al Escurial por que en la forma q se a mejorado y augmentado este Palacio con bóvedas y piezas bajas entiendo que es la mejor y mas cómoda cassa de el mundo, para de invierno y de verano.
En el caso del cuarto destinado a la reina, las estancias estaban anteriormente asignadas al Consejo de Estado.
Entre los años 1632 y 1635 se llevaron a cabo obras de reforma en el cuarto bajo de la Reina. Estas obras fueran paralelas a las comenzadas en 1632 en el cuarto bajo del Rey, según planos de Crescenzi.
Dentro de los textos contemporáneos se indicaba que la reina Isabel de Borbón prefería utilizar su cuarto situado en el piso principal frente a este cuarto bajo, por encontrarse el primero más cercano a su oratorio.
En el incendio que destruyó la mayor parte del Alcázar en 1734, el cuarto bajo de la Reina no quedó especialmente afectado. Aun así, sobre los restos se construyó el Palacio Real.

## Descripción
Como su análogo cuarto bajo del Rey, el cuarto bajo de la Reina tenía dos alturas, una a la altura del piso bajo del Alcázar y otra en el inmediatamente inferior, conocida como las bóvedas de la reina.
El cuarto bajo contaba, al menos con los siguientes espacios:
1. Antecámara.
2. Sala del dosel.
3. Sala de audiencias.
4. Retrete.
5. Sala de guardas.
6. Cámara.
7. Oratorio.
8. Pieza de cubrir.

El oratorio se situaba en el interior de la Torre Bahona que ocupaba el ángulo nororiental del Alcázar, fue decorado por Julio César Semín. Precisamente cerca de alrededor de esta torre se distribuía el cuarto bajo de la Reina.
Además contaba con distintas piezas de servicio.

### Individuales
1. ↑  Citado en Michielon (2023, p. 101)
2. ↑  Puerto Mendoza, Eduardo (2018). «Una serie de retratos de escuela francesa del Museo del Prado en relación con la colección de María Luisa de Orleans: sugerencias y precisiones.». Philostrato: revista de historia y arte (4): 5-32. ISSN 2530-9420. Consultado el 6 de julio de 2023.